# Comté de Marathon
Le comté de Marathon est un comté situé dans l'État du Wisconsin aux États-Unis. Son siège est Wausau. Selon le recensement de 2000, sa population était de 125 834 habitants.

## Comtés limitrophes
- Comté de Lincoln - Nord
- Comté de Langlade - Nord-Est
- Comté de Shawano - Est
- Comté de Waupaca - Sud-Est
- Comté de Portage - Sud
- Comté de Wood - Sud
- Comté de Clark - Ouest
- Comté de Taylor - Nord-Ouest

## Démographie

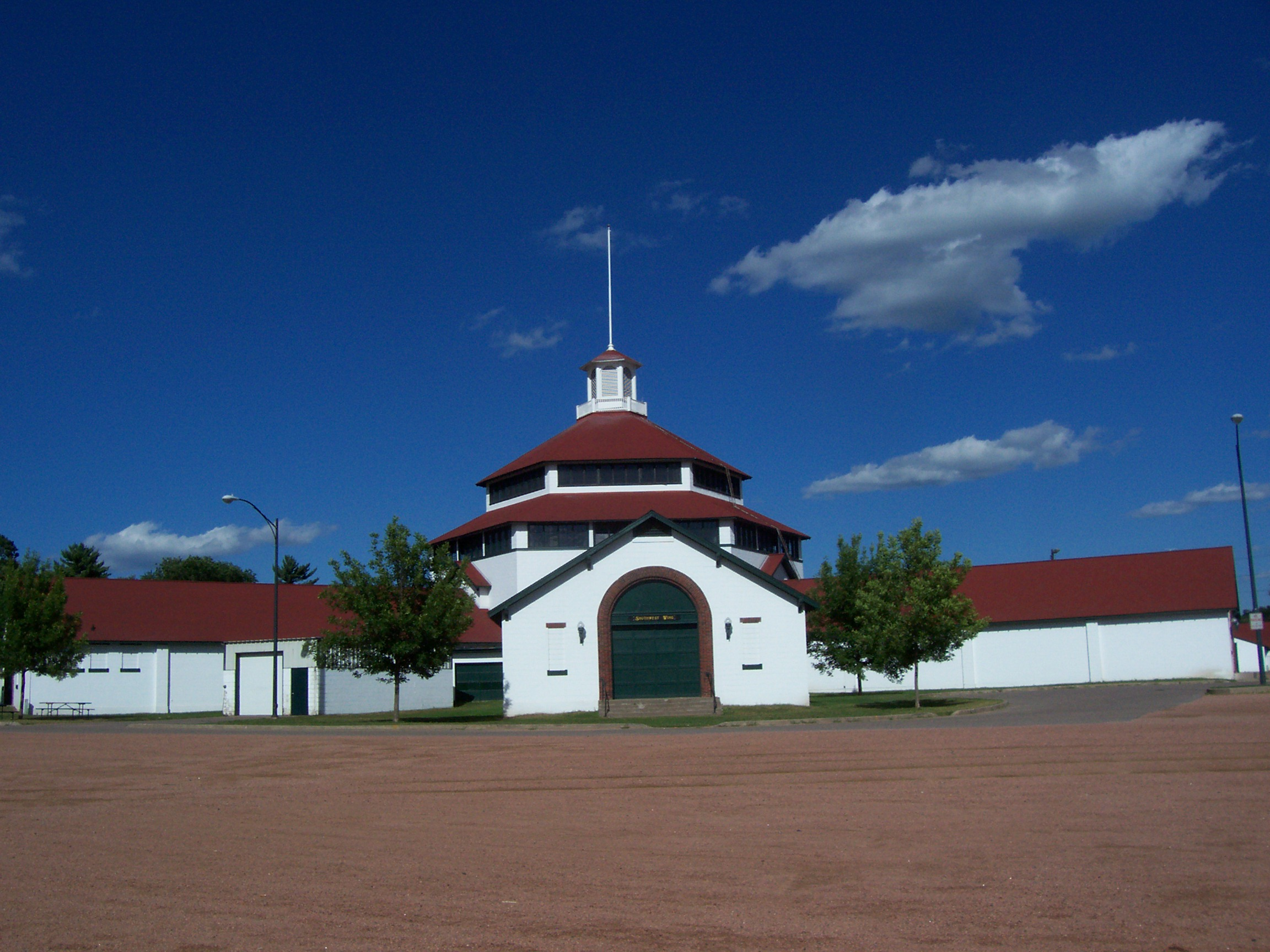
Place publique de Marathon

| 1900   | 1910   | 1920   | 1930   | 1940   | 1950   | 1960   | 1970   | 1980    |
| ------ | ------ | ------ | ------ | ------ | ------ | ------ | ------ | ------- |
| 43 256 | 55 054 | 65 259 | 70 629 | 75 915 | 80 337 | 88 874 | 97 457 | 111 270 |

| 1990    | 2000    | - | - | - | - | - | - | - |
| ------- | ------- | - | - | - | - | - | - | - |
| 115 400 | 125 834 | - | - | - | - | - | - | - |